# Ceb (joueur)
Pour les articles homonymes, voir Ceb.
Sébastien Debs, plus connu sous le pseudonyme de 7ckngMad puis Ceb, est un joueur français de Dota 2 évoluant au poste d'offlane pour le club d'OG. Il a remporté avec OG le tournoi The International en 2018 et 2019, considéré comme le championnat du monde du jeu.

## Biographie

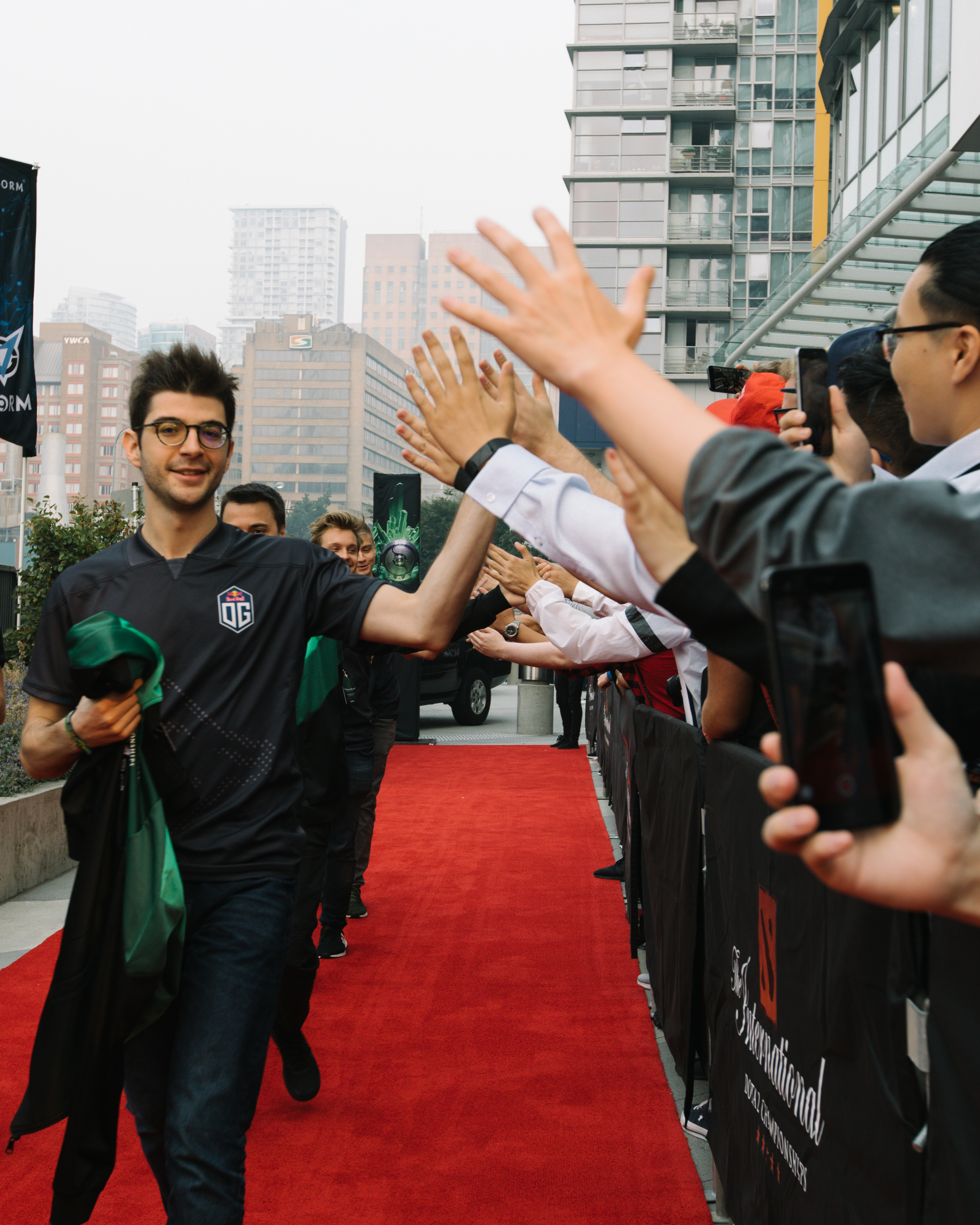
Sébastien Debs sur le tapis rouge du tournoi The International 2018 organisé à Vancouver.

Sébastien Debs devient un joueur de jeu vidéo professionnel en 2011. Changeant de multiples reprises d'équipe au début de sa carrière, il remporte plusieurs tournois secondaires mais une seule compétition majeure : la Dreamhack Summer 2012. En 2013, il fonde sa propre organisation de sponsoring sous le nom de Sigma mais le projet échoue ; il devient alors capitaine de l'équipe Denial eSports. En 2016, le joueur, connu sous le pseudonyme de 7ckngMad, décide de faire un pause de sa carrière et de rejoindre le club d'OG en tant qu’entraîneur. Il y connaît rapidement le succès, remportant trois Majors en quelques mois,. Le capitaine de l'équipe Johan « N0tail » Sundstein lui demande de redevenir joueur professionnel après des performances décevantes au tournoi The International en 2017.
Avec OG, Ceb remporte alors deux fois The International en 2018 (en), et 2019, considéré comme le championnat du monde du jeu, qui fait empocher à son équipe plus de 15 millions de dollars de récompenses,. Ses gains en carrière s'élèvent à plus de cinq millions de dollars,. Ce double succès fait de lui une vedette dans plusieurs pays dans lesquels le jeu est populaire comme les Philippines, la Russie ou la Chine,. Reconverti dans l'équipe encadrante au début de la saison 2020,, il continue à dépanner l’équipe en tant que joueur et revient finalement officiellement à la compétition en milieu d'année.
En 2021, il décide de prendre sa retraite en tant que joueur esport. En mai 2022, Sébastien Debs doit pallier l’absence du joueur russe Mikhail « Misha » Agatov, privé de visa, et remporte le Major de Stockholm à un poste qui n’est pas le sien.